# Итальянцы
Италья́нцы (итал. italiani) — народ романской языковой группы, основное население Италии. Общая численность — 75—80 млн (2008). В Италии проживает 60 млн итальянцев. Крупные итальянские меньшинства проживают в США (16 млн, см. италоамериканцы), Бразилии (30 млн), Аргентине (22 млн), во Франции (0,36 млн), Хорватии (19 тыс.), Монако (16 %), Сан-Марино (19 %), Словении (0,1 %), Бельгии (0,5 %), Германии (500 тыс.). Большая часть населения Италии — католики, хотя в последнее время растёт число атеистов. В истории католицизм играл очень большую роль для итальянцев, поскольку здесь находился и находится Папский Престол. В центре Рима расположено мини-государство — Ватикан, центр католической церкви. Язык — итальянский. Точную численность итальянцев и лиц итальянского происхождения подсчитать трудно.

## Происхождение
Первоначально Италия была населена индоевропейскими племенами италиков, крупнейшим из которых были латины, населявшие Лаций (область вокруг Рима), а также сабины, оски, умбры и пицены, и др. На севере Италии в долине реки По проживали племена галлов, в Южной Италии поселилось большое количество греков, а также иллирийцы. В древности италики были создателями огромной Римской империи. Кроме того, центр Италии был населён этрусками, которые оказали значительное влияние на формирование культуры Италии. Впоследствии все эти народности во времена Империи смешались и были ассимилированы римлянами, их единым языком стал латинский.
В V—VI веках сформировавшаяся итало-романская народность находится под постоянным влиянием германских этнических элементов. Ещё римские императоры нередко расселяли германцев на пустующих в Италии землях. В 493—555 годах на территории Италии поселились остготы и создали своё королевство, однако из за своей малочисленности, и того что были большей частью истреблены во время византийско-остготских войн, готы особо не оказали влияния на этногенез итальянцев.
В 568 году в северную Италию переселились лангобарды и основали на территории нынешней Ломбардии своё королевство, которое просуществовало до 774 года, пока не было завоёвано другими германцами — франками. Первоначально лангобарды истребляли местное романское население, особенно знать, однако постепенно усвоили итало-римские обычаи, язык и культуру, приняли христианство (арианство, впоследствии католицизм) и, смешавшись с местным населением, влились в формирующийся этнос итальянцев. В дальнейшем север Италии несколько столетий входил в состав Священной Римской империи, и только в XIII веке германское влияние на полуострове начало сокращаться.
Юг страны в течение раннего Средневековья оставался сначала под византийским, затем под арабским влиянием, что предопределило значительные культурные отличия южных итальянцев от северных. Позднее южная Италия, включая Сицилию, была завоёвана нормандцами, создавшими Сицилийское королевство. Это позволило романоязычным поселенцам с континента колонизировать Сицилию в XI—XII веках и постепенно вытеснить греко- и арабоязычное население острова.
В центральной Италии не селился ни один другой народ в связи с возникновением Папского государства и успешной его защитой Папами как от германцев, так и от арабов.
Таким образом, из-за раздробленности и утраты единой государственности, Северная Италия испытала влияние германской народности, а Южная — греков и арабов, однако местное население успешно ассимилировало все пришлые народности, дав им свой язык, культуру и религию.
На протяжении долгого времени Италия была раздробленной феодальной страной. Многочисленные государства постоянно перекраивались на различный лад. Наиболее крупные из них — герцогство Миланское, герцогство Феррарское, королевство Обеих Сицилий, республика Генуя, республика Венеция и другие. Единым государством Италия стала только в конце XIX века. Сейчас сохраняется деление страны на исторические провинции, а сами итальянцы делятся на этнические группы: тосканцы, сицилийцы, неаполитанцы и прочие.

## Язык
Итальянский язык относится к романской языковой группе индоевропейской семьи. Имеет диалекты, заметно отличающиеся друг от друга. Крупнейшие: тосканский (на его основе создан литературный язык), неаполитанский (на нём звучат очень многие всемирно известные итальянские песни), венецианский, сицилийский, лигурийский.
Грамматика итальянского сходна с грамматикой других романских языков. Основная лексика — латинская, но есть заимствования из германских языков.
Предшественником итальянского был староитальянский язык. Первые памятники на итальянском языке появляются в XIII веке. Наиболее известные авторы того периода — Франциск Ассизский, Брунетто Латини, Гвидо Гвиницелли. Творцом литературного итальянского считается Данте Алигьери.

## Национальный быт и традиции
Жилища итальянцев различаются. В Альпах — дом альпийского типа, двух- или трёхэтажный, с каменным низом и деревянным верхом, со внешней лестницей на верхний этаж (позднее лестницы стали внутренними).
В других районах преобладает дом италийского или латинского типа. Это двухэтажные каменные постройки, крыша — черепичная. На верхний этаж ведёт внешняя лестница. Раньше хозяйственные помещения находились на нижнем этаже, теперь их размещают отдельно. Для небольших городов характерна кучевая планировка, где дома теснятся вокруг центральной площади.
Национальный костюм итальянцев отличается яркостью и многообразием. Мужчины носили штаны чуть ниже колен, белую рубаху, куртку или безрукавку, женщины — длинную юбку в сборку или в складку, рубаху, часто вышитую, с широкими рукавами, и т. н. корсаж, то есть короткую кофточку, пёстрый передник, шейный и головной платок. Обязательны были украшения. Это основные черты национального костюма, хотя в каждой местности были и свои разновидности. Сейчас везде носят современную одежду.
Кухня итальянцев, в отличие от костюма, не изменилась. Общее для неё — популярность макарон, риса, сыров и плодов моря. Макароны (по-итальянски — паста) имеют около 30 видов — спагетти, вермичелли, букатини, тальятелле, и др. Также много разновидностей сыра — рикотта, моццарелла, пекорино и т. д. блюда из риса могут готовиться с разными приправами, и называются ризотто. На десерт широко употребляются фрукты. Но ещё и каждая область славится каким-нибудь своим блюдом. В Лигурии — буридда, рыба, сваренная в масле с зеленью. В Ломбардии — бузекка, суп из требухи. В Умбрии — мадзафегати, сосиски из свиной печени. В Венеции — ризи э бизи, рис с горошком. В Риме — ньокки алла романа, клёцки из манной крупы, в отличие от традиционных ньокки, изготовляемых из картофеля. Неаполь — родина пиццы.
Итальянцы предпочитают кофе и употребляют белый хлеб. Обедают обычно дома, а те, кто работает далеко от дома, приносят на работу бутерброды. В больших городах популярны траттории, маленькие рестораны, где цены ниже.

## Праздники
- Новый год, в ночь с 31 декабря на 1 января, раньше существовал обычай выбрасывать старые вещи в окно в этот день, но из-за большого количества несчастных случаев он запрещён.
- День освобождения от фашизма, 25 апреля.
- День труда, 1 мая, проводятся профсоюзные митинги.
- День провозглашения республики, 2 июня. В этот день проводится военный парад.
- 4 ноября принято возлагать венки на могилы военных.
- Рождество, 25 декабря, затем следует рождественский цикл, до Крещения (6 января). Главную роль играет волшебница Бефана, от имени которой делают подарки детям, но в последнее время итальянцы также заимствовали у немцев образ деда Мороза.
- Италия — родина карнавала, название которого (карне вале) означает «Прощай, мясо». Этот праздник предшествует великому посту. Раньше карнавалами славились Рим и Венеция, теперь они проводятся только в крупных городах. Во время карнавала проводится парад масок, с участием персонажей народной комедии, Арлекина, Пульчинеллы, Доктора, и других. Тут же и герои сказок Андерсена, братьев Гримм, Диснея.
- Пасху итальянцы празднуют с друзьями, с наступлением пасхального понедельника устраивают семейный пикник со всеми своими родственниками. Даже если в этот день идёт сильный дождь, такой пикник всё равно устраивают[3].
- Феррагосто (Успение Девы Марии) - 15 августа, традиционное время отпусков в Италии.
- День всех святых, 1 ноября, праздник скорее общественный, чем религиозный. Итальянцы посещают могилы своих родственников и оказывают почести умершим предкам[3].

В разных городах есть и свои местные праздники. Так, в Монтальчино проводятся стрельбы из лука. В Сиене празднуют Палио, где устраивают игры со знамёнами (сбандьерата). В Дженцано проводится инфьората. Это значит «украшенная цветами», цветами украшаются улицы. Вообще в Италии любят представления и праздники, переодевания в средневековые костюмы.

## Эмиграция
До конца 1970-х годов Италия была преимущественно страной эмиграции. Высокая плотность населения, наличие экономически проблемных регионов на юге страны, хроническая безработица вынуждали миллионы итальянцев покидать родные места и переселяться в соседние страны и за океан.
Огромное количество итальянцев переселилось в такие страны как Аргентина, Бразилия, Канада, США, Австралия, Уругвай, Франция, Бельгия, Германия, Швейцария, Великобритания, в Северную Африку. В XIX веке итальянские иммигранты активно селились в Крыму. Их потомки проживают в этих странах и поныне, сохраняя определённую культурную обособленность

## Культура и искусство
Италия считается родиной многих видов искусства. Другие страны Европы подражали ей в архитектуре, живописи, заимствовали музыку. Итальянцев приглашали в Россию строить Кремль (Марк Фрязин, Фиораванти), Петербург (Трезини, Растрелли, Росси, Монигетти и др.)
Давнюю историю имеет итальянский театр. В эпоху Возрождения возникла т. н. комедия масок (комедия дель арте). Первоначально спектакли исполнялись бродячими актёрами. Постоянными персонажами были остроумные слуги. Бригелла, Арлекин, Менегино и др., жадный купец Панталоне, трус Капитан, болтун Доктор и др.
В Италии впервые появилась опера. В 1637 году появился первый публичный театр в Венеции, в XVIII веке таких театров было в стране более 150. В Венеции было несколько театров, которыми владели местные аристократы.
В XVIII в. там соперничали два знаменитых драматурга, Карло Гоцци, автор волшебных сказок, и Карло Гольдони, представитель реализма, выходец из буржуазной среды. Сегодня мировой известностью пользуются миланский театр «Ла Скала», венецианский «Ла Фениче», неаполитанский «Сан-Карло», оперные. В вокальном искусстве итальянцы всегда были на высоте.
В XIII в. в Италии появляется живопись, поначалу средневековая, примитивная. К XVI веку она достигает таких высот, что художники других стран учатся у итальянцев. Литература по искусству называет трёх мастеров столпами Возрождения: Микеланджело, Рафаэля Санти, Леонардо да Винчи. В XVII в. в Риме работали французы Никола Пуссен и Клод Лоррен, а в XVIII сюда хлынул целый поток туристов и художников с целью изучения римских развалин. Своё творчество полностью посвятил им француз Юбер Робер. В XIX в. здесь также появляются и русские художники-академисты с целью обучения. Сильвестр Щедрин прожил здесь почти всю жизнь и оставил много великолепных итальянских, особенно неаполитанских пейзажей.
В архитектуре Италии заметно влияние Византии. Разновидностью византийского стиля является романский. Наиболее знаменитый памятник этого стиля — Пизанский собор, с падающей башней. Итальянские города отдали дань готике. Самый крупный готический собор — Санта Мария дель Фьоре во Флоренции. Красив готический собор в Сиене. Итальянская готика отличается от готики северных стран. Своеобразна венецианская готика, крупнейший памятник — Палаццо Дукале («Дворец дожей»). В XIV в. в искусстве возникает новый стиль, Возрождение, или Ренессанс, чуть позже его заимствуют другие страны. Один из его основоположников — Филиппо Брунеллески. Стиль барокко также зародился в Италии. Крупнейшие его представители — Лоренцо Бернини и Франческо Борромини, были соперниками. Один из крупнейших памятников — собор Св. Петра в Ватикане.
Богата итальянская литература. Здесь также известны три основоположника, Данте, Петрарка, Боккаччо. Перечислять имена и достижения итальянской культуры можно до бесконечности, и для этого требуется отдельная книга.

## Итальянцы в прошлом
Итальянцы всегда отличались подвижностью, живостью, темпераментом. У них существует язык жестов, то есть когда итальянец говорит, то говорит он не только ртом, но и руками. Интересно, как описывали итальянцев писатели прошлого, например, Стендаль. Французы считали, что разврат во Франции процветал под влиянием «дурных итальянских нравов», особенно в период правления Екатерины Медичи, Кончини, Мазарини. Римляне в XIX в. были очень религиозны. Для мирян поприще честолюбия было закрыто, карьеру делали только священники. Было сильно влияние католической церкви.
В Риме давались роскошные балы, лучше, чем у Наполеона. У князя Боргезе для этого было 37 залов. Он давал бал каждую субботу.
Римская знать была разорена. Из-за лени вести свои дела аристократия разорена управляющими. В Венеции она доведена до нищенства.
Прежде в итальянских республиках каждый мог защищаться имеющимися у него средствами. В XVI в. Карл V уничтожил эту свободу. Недовольные бежали в леса, где их ремеслом стал грабёж. Италия славилась разбоем. Но разбойника крестьяне уважали больше, чем солдата, служившего папе. Для них он был борцом за свободу, разбойники боролись с правительством, презираемым всеми. В 1826 разбойники были уничтожены.
Ещё один обычай, завезённый испанцами, — чичисбейство, процветал в XVI—XVIII вв. Многие женщины имели чичисбея, то есть кавалера, с которым она появляется в обществе, когда муж занят делами. Если чичисбей был богат, он продвигал мужа, иногда наоборот, богатый муж способствовал чичисбею. Наполеон уничтожил этот обычай.
Римляне, на вид сдержанные, на деле неистовы. Князь, влюбившийся в жену плотника, побоится мужа, так как тот попросту его зарежет. В любом другом городе князь мог преспокойно предаваться амурным делам, заплатив мужу.
Венеция в XVIII в. была самым театральным городом. Из старых театров осталось только два: Театро Россини и Театро Гольдони (бывш. Сан-Лука). В XVIII в. в театр ходили не только смотреть спектакль, там можно было закусить, поиграть в карты. Свет во время спектакля не гасили. Театры Венеции XVIII века и их владельцы: Сан-Кассиано (семья Трон), Сан-Лука (Вендрамин), Сан-Моисе (Джустиниан), Сан-Джованни э Паоло, Сан-Джованни Кризостомо (Гримани), Сант-Анджело (Кондульмер).

## Итальянские имена
Наиболее распространённые мужские имена: Адриа́но, Алесса́ндро, А́льдо, Амеде́о, Амери́го, А́нджело, Андре́а, Анто́нио, Ари́стиде, Беа́то, Берна́рдо, Винче́нцо, Витто́рио, Гаэта́но, Да́рио, Джа́комо, Джамбатти́ста, Джачи́нто, Джиро́ламо, Джова́нни, Джорда́но, Джо́рджо, Джузе́ппе, Джу́лио, Ди́но, Доме́нико, Гуальтье́ро, Гуарне́ро, Гулье́льмо, И́тало, Ка́рло, Ла́дзаро, Лодови́ко, Лоре́нцо, Луи́джи, Лу́ка, Луча́но, Ма́рио, Ма́рко, Ма́ссимо, Маури́цио, Микела́нджело, Мике́ле, Никколо́, Ора́цио, Отта́вио, Па́оло, Пье́тро, Ранье́ри, Раффаэ́ле, Рена́то, Рикка́рдо, Робе́рто, Рудже́ро, Сальвато́ре, Сильва́но, Сильве́стро, Си́львио, Томма́зо, Теодо́ро, Умбе́рто, Франче́ско, Че́заре, Эдмо́ндо, Эми́лио, Энри́ко, Э́тторе, Эудже́нио.
Женские: Андже́лика, Беатри́че, Бьянка, Вирджи́ния, Витто́рия, Дже́мма, Джи́на, Джорджи́на, Джова́нна, Джуди́тта, Джу́лия, Джусти́на, Гильельми́на, Гра́ция, Кла́удия, Кристи́на, Ла́ура, Лючи́я, Маддале́на, Маргари́та, Мари́я, Орте́нзия, Отта́вия, Паоли́на, Ро́за, Рози́на, Сиби́лла, Сильва́на, Теодо́ра, Фло́ра, Франче́ска, Челести́на, Э́ва, Э́лена, Эми́лия, Э́мма.
Исконно романские имена: Амедео (боголюб), Беато (блаженный), Витторио (победитель), Джачинто (гиацинт), Итало (итальянец), Лучано (светлый), Маурицио (мавр, тёмный), Оттавио (восьмой), Паоло (малый), Пьетро (камень), Сальваторе (спаситель), Сильвано, Сильвестро, Сильвио (лесной), Франческо (французский), Чезаре (цезарь, царь).
Греческие: Алессандро (защитник-муж), Никколо (победитель народа), Теодоро (боголюб), Этторе (Гектор), Эудженио (благородный), и др.
Довольно много германских имён: Америго (др. герм. Амальрих), Бернардо, Гуальтьеро, Гуарнеро, Гильельмо (это — нем. Вальтер, Вернер, Вильгельм), Карло, Риккардо (Рихард), Лодовико и Луиджи (два варианта имени Людвиг, или Луис), Энрико (Генрих) и др.
Ещё один слой имён — библейские: Джованни (Иван, Иоанн), Джузеппе (Иосиф), Микеле (Михаил), Раффаэле.
Большинство имён — общеевропейские, они есть во всех европейских языках, но имеют своё национальное звучание.
Фамилии итальянцев чаще всего оканчиваются на «и», Верди, Россини, Росси, Монигетти и т. д. Это — показатель множественного числа, то есть по-русски это звучало бы так: Петровы, Ивановы. В средние века была другая форма фамилий, в единственном числе, — Тинторетто, Тассо, Данте и т. д. Известные персонажи трагедии Шекспира, Монтекки и Капулетти, в изначальном варианте звучали как Монтеккио и Капеллетто. В средние века итальянцы употребляли отчество, например, Пьетро ди Джованни — Пётр Иванович. Популярны (особенно в прошлом) «слившиеся» двойные имена — Джанбаттиста (букв. Иоанн-Креститель), Джанпаоло, Джанпьетро.

## Интересные факты
- У итальянцев существует шутливая поговорка о самих себе: «Если итальянцу связать руки за спиной, он не сможет говорить».
- По данным опроса 2008 года Male Beaut, итальянцы признаны самыми красивыми мужчинами мира[4].